# 1255 Schilowa
1255 Schilowa è un asteroide della fascia principale del diametro medio di circa 32,52 km. Scoperto nel 1932, presenta un'orbita caratterizzata da un semiasse maggiore pari a 3,1456178 au e da un'eccentricità di 0,1747514, inclinata di 8,54659° rispetto all'eclittica.
L'asteroide è dedicato all'astronoma russa Marija Vasil'evna Žilova.